# Черкасов, Кирилл Игоревич
Кирилл Игоревич Черкасов (род. 3 апреля 1967 года, Москва) — российский политический деятель, депутат Государственной Думы Федерального Собрания Российской Федерации пятого, шестого и седьмого созывов, Заместитель Председателя Комитета Государственной Думы по экологии и охране окружающей среды, член Межпарламентской Ассамблеи Евразийского экономического сообщества.

## Биография
Родился 3 апреля 1967 года в г. Москва в семье инженеров. Родители работали в сфере радиоэлектроники. После службы в Вооруженных силах СССР работал сначала в лесной промышленности, затем — на производстве угля в «Инта-уголь» и «Экибастузуголь». С 2003 года работал в городе Киров, заместителем генерального директора ООО «Спутник-Прод», в 2007 году — генеральным директором ООО «Мастер-Прод».
Женат, трое детей.

### Образование
2011 г. — Российский государственный гуманитарный университет, специализация «Городское хозяйство»
2016 г. - Российский государственный аграрный университет - МСХА им. К.А. Тимирязева

### Трудовая деятельность[1]
С 2007 г. — по октябрь 2021 г. — Государственная Дума Федерального Собрания Российской Федерации
Депутат Государственной Думы ФС РФ (фракция ЛДПР) 5 созыва
- Член комитета по экономической политике и предпринимательству
- Член Межпарламентской Ассамблеи Евразийского экономического сообщества
- Представитель фракции в Правительстве России

Депутат Государственной Думы ФС РФ (фракция ЛДПР) 6 созыва
- Первый заместитель председателя Комитета Государственной Думы по аграрным вопросам.
- Руководитель рабочей группы «Законодательное обеспечение "Дорожных карт" развития сельского хозяйства России».
- Член рабочей группы Государственного Совета Российской Федерации.
- Член рабочей группы по совершенствованию Государственной программы развития сельского хозяйства и регулирования рынков сельскохозяйственной продукции, сырья и продовольствия на 2013—2020 годы

Депутат Государственной Думы ФС РФ (фракция ЛДПР) 7 созыва
- Заместитель Председателя комитета по экологии и охране окружающей среды
- Член постоянной делегации Федерального Собрания Российской Федерации в Межпарламентской Ассамблее Государств — участников Содружества Независимых Государств
- Руководитель рабочей группы "По законодательному обеспечению научно-технической политике в области экологического развития Российской Федерации и климатических изменений"
- Инициатор инверторной программы IT в Министерстве природных ресурсов и экологии Российской Федерации

### Общественная деятельность
2009 г. по 2015 г. — инициатор и координатор социального общественно-политического проекта «Армия и общество» (предоставление нормативно-правовой и социальной защиты призывникам, офицерам, контрактникам и ветеранам военной службы).

## Награды
- 2018 г. - Благодарность Председателя Государственной Думы Федерального Собрания Российской Федерации
- 2017 г. - Благодарность Правительства Российской Федерации
- 2016 г. - медаль Министерства обороны Российской Федерации "Участнику военной операции в Сирии"
- 2016 г. - Почетная грамота Министерства сельского хозяйства Российской Федерации
- 2016 г. - почетный знак Государственной Думы Федерального Собрания Российской Федерации "За заслуги в развитии парламентаризма"
- 2013 г. - Почетная грамота Государственной Думы Федерального Собрания Российской Федерации
- Золотой значок ГТО.